# Чуди, Жиль
Жиль Чуди (фр. Gilles Tschudi, род. 6 марта 1957) — швейцарский актёр и театральный режиссёр.

## Наиболее значимые роли и награды
Обладатель Швейцарской кинопремии 2004 года за исполнение роли второго плана — секретаря Гольца в фильме «Зубчатые гармонии — Бах против Фридриха II». Сыграл в театральных фильмах «Приземление» (2006), «Груз» (2009) и «Зильс-Мария» (2014). На телевидении он появлялся в фильмах «Люти и Бланк» (1999—2006), «Пара в лодке» (2004), «Проделки Хункелера» (2008) и «Хункелер и глаза Эдипа» (2012).

## Фильмография
- 1998: Фоги — настоящий ублюдок
- 1998: Миссис Редька, Черни и я
- 2002: Маленькие цвета
- 2004: Лило и Фреди
- 2004: Зимой без огня
- 2006: Приземление — последние дни Swissair
- 2007: Макс и его компания (озвучивание)
- 2008: Тандури-любовь
- 2009: Груз
- 2009: Бесшумный перезвон ветра
- 2011: Ромео
- 2013: Темповая девушка
- 2014: Зильс-Мария
- 2020: PhonY
- 2020: Волк мёртв